# فدریکو فورلان
فدریکو فورلان (انگلیسی: Federico Furlan؛ زادهٔ ۲۵ نوامبر ۱۹۹۰) بازیکن فوتبال اهل ایتالیا است.
از باشگاه‌هایی که در آن بازی کرده‌است می‌توان به باشگاه فوتبال برشا، باشگاه فوتبال مونتسا، باشگاه فوتبال آ.ث. میلان، باشگاه فوتبال ترنانا، و باشگاه فوتبال وارزه اشاره کرد.